# 米拉氏新雀鯛
米拉氏新雀鯛（學名：Neopomacentrus miryae），是輻鰭魚綱鱸形目雀鯛科新雀鯛屬的其中一種，分布於西印度洋沙烏地阿拉伯吉達以北的紅海海域，深度2至25公尺，本魚體呈橢圓形且側扁，吻短且圓鈍，具頷齒，體被櫛鱗，尾鰭深叉形，上下葉延伸呈絲狀，體色淡褐色，魚鱗具有深色邊緣形成網狀紋，尾鰭上、下葉及尾柄上部橙色，尾柄上方有一白色斑點，吻部及額部黃綠色，背鰭硬棘13枚、背鰭軟條10-11枚、臀鰭硬棘2枚、臀鰭軟條10-11枚，體長可達12.5公分，棲息在近海珊瑚礁，成群活動，以浮游生物為食，繁殖期時成對出現，雄魚會守護卵直到孵化，生活習性不明。